# Искуш (приток Шапши)
Искуш — река в России, протекает в Харовском районе Вологодской области. Устье реки находится в 0,3 км по правому берегу реки Шапша. Длина реки составляет 12 км.
Искуш вытекает из небольшого лесного озера в 35 км к северо-западу от Харовска. Течёт на восток по ненаселённому лесу, протекает через несколько небольших озёр. Впадает в Шапшу в черте административного центра поселения — села Шапша в 300 метрах от впадения самой Шапши в Вондожь.

## Данные водного реестра
По данным государственного водного реестра России относится к Двинско-Печорскому бассейновому округу, водохозяйственный участок реки — озеро Кубенское и реки Сухона от истока до Кубенского гидроузла, речной подбассейн реки — Сухона. Речной бассейн реки — Северная Двина.
По данным геоинформационной системы водохозяйственного районирования территории РФ, подготовленной Федеральным агентством водных ресурсов:
- Код водного объекта в государственном водном реестре — 03020100112103000006044
- Код по гидрологической изученности (ГИ) — 103000604
- Код бассейна — 03.02.01.001
- Номер тома по ГИ — 03
- Выпуск по ГИ — 0